# Afrodromia flavifemur
Afrodromia flavifemur är en tvåvingeart som beskrevs av Smith 1969. Afrodromia flavifemur ingår i släktet Afrodromia och familjen dansflugor. Inga underarter finns listade i Catalogue of Life.